# Duncan (cratère)
Pour les articles homonymes, voir Duncan.
Duncan est un cratère d'impact à la surface de Vénus. 
Le cratère a ainsi été nommé par l'Union astronomique internationale en 1985 en hommage à la danseuse américaine Isadora Duncan (1878-1927).  
Son diamètre est de 40,30 km. Il se situe dans la région du quadrangle de Metis Mons (quadrangle V-6). 